# Anton Krenn
Anton Krenn   (Viena, 18 d'abril de 1911 - Viena, abril 1993) fou un futbolista austríac que va competir durant la dècada de 1930. Jugava de migcampista.
El 1936 va prendre part en els Jocs Olímpics d'Estiu de Berlín, on guanyà la medalla de plata en la competició de futbol. A nivell de clubs jugà al Polizei SV Wien de la II Lliga Nord.